# Groningen
Groningen (frisisk: Grins) er en by i den nordlige del af Holland. Byen, der har 238.147(2023) indbyggere, er administrationsby i provinsen Groningen.

## Historie
Byen blev grundlagt på det nordligste punkt i Hondsrug-området. De første skriftlige kilder, som nævner Groningen, er fra 1040. De første større bosættelser i området omkring Groningen er sporet tilbage til 200-tallet.
På 1200-tallet var Groningen et vigtig handelscenter, og indbyggerne byggede bymure. Byen havde stor magt over de omliggende områder og gjorde sin dialekt til det almindelige sprogform i området. Byens mest betydningsfulde periode var i 1400-tallet, da den nærliggende provins Frisland blev styret fra Groningen. I disse år blev Martinitoren (Martinitårnet) bygget. Det havde en højde på 127 meter og var den højeste bygning i Europa på denne tid. Byen mistede selvstændighed, da den valgte at støtte Det spanske rige under firsårskrigen i 1594. Senere byttede den side og blev medlem af de Forenede Nederlande.
I 1614 blev Universitetet i Groningen grundlagt, først kun for studier inden for teologi. I samme periode udvidede byen sig hurtigt, og der blev bygget nye bymure. Byen blev hårdt ramt under den tredje engelsk-nederlandske krig i 1672, da byen blev angrebet af biskoppen af Münster, Bernhard von Galen. Bymurene holdt stand, og hændelsen bliver fortsat fejret hvert år den 28. august.
Byen slap ikke lige så heldigt fra 2. verdenskrig; i april 1945 blev særlig området omkring markedspladsen Grote Markt ødelagt. Martinitoren, kirken, Goudkantoor og rådhuset blev ikke ødelagt. Slaget i byen varede i flere dage.

## Økonomi
Groningen er en vigtig handelsby for det nordlige Nederland. Byen har mange servicefunktioner for gasindustrien, og har videre madvareindustri med forædling af sukker, tobak og kaffe. I løbet af de senere år er der kommet til en del arbejdspladser knyttet til IT.

## Kunst og kultur
Som universitetsby, provinshovedstad og centerby for det nordlige Nederland har Groningen et varieret kulturtilbud. Groninger Museum er det mest berømte museum i byen, og rumme kunstudstillinger. Det er blandt de mest besøgte museer i landet. Byen har også det nationale tegneseriemuseet, desuden blandt andet bymuseum og universitetsmuseum. Der findes også flere teater- og musikscener.

## Studenterby
Universitetet i Groningen (Rijksuniversiteit Groningen) er et offentligt universitet med omkring 23 000 studenter og 4 450 ansatte (2007). Desuden findes der en handelshøjskole i byen, Hanzehogeschool Groningen, med omtrent lige så mange studenter som universitetet. Groningen er dermed præget af at være en studenterby.

## Bemærkelsesværdige bysbørn
- Etta Palm d'Aelders (1743), tidlig feminist og spion
- Willem Arnold Alting (1724), Guvernør-general af Hollandsk Ostindien fra 1780 til 1797
- Joseph Ascher (1829), komponist og pianist
- Jacob B. Bakema (1914) modernistisk arkitekt
- Daniel Bernoulli (1700), matematiker og fysiker
- Dirk Bolt (1930), arkitekt og byplanlægger
- Roche Braziliano (c. 1635), pirat
- Volcher Coiter (1534), anatomist, grundlægger af osteologi og den første til at identificere cerebrospinal meningitis
- Julia Culp (1880), mezzo-sopran, den "hollandske nattergal"
- Albert Eckhout (1610), maler
- Jaap Eden (1873), den eneste mandlige atlet, der både har vundet hurtigløb på skøjter og cykling
- Otto Eerelman (1839), hollandsk maler
- Joep Franssens (1955), hollandsk komponist
- Dirk Jan de Geer (1870), Jonkheer, konservativ statsmand og hollandsk premierminister (1926–1929, 1939–1940), vanæret for at være fortaler for en fredsaftale mellem Holland og Nazi-Tyskland i 1940
- John Goodricke (1764), astronom
- Nico Habermann (1932), datalog
- Tiberius Hemsterhuis (1685), filolog
- Pete Hoekstra (1953), amerikansk republikansk medlem af kongressen som repræsentant for Michigans 2. congressional district
- Samuel van Houten (1837), politiker, kabinetminister og grundlægger af det kortlivede Liberale Parti
- Johan Huizinga (1872), historiker
- Jozef Israëls (1824), maler
- Dirk Janssen (1881), gymnast i under Sommer-OL 1908 som med en alder på 105 ved sin død i 1986 er den ældste person, der har har deltaget ved OL
- Gerard Kemkers (1967), hurtigløb på skøjter-bronzevinder Vinter-OL 1988
- Lorena Klijn (født 1987), kickbokser
- Egbert Bartholomeusz Kortenaer (1604), hollandsk admiral
- Hendrik Willem Mesdag (1831), maler
- Heike Kamerlingh Onnes (1853), Nobelprismodtagende i fysiker som var pioner inden for køleteknik og opdager af superledere
- Sophie Polkamp (1984) hockeyspiller og dobbelt vinder ved OL
- Wim T. Schippers (1942), kunstner og komiker
- Maarten Schmidt (1929), astronom som var den første til at optisk identificere og navngive en kvasar
- Jan Sloot (c. 1945), opfinder, der påstod at have opfundet en revolutionerende teknik til datakompression
- Rutger Smith (1981), atlet, der som den første har vundet verdensmesterskaber i både kuglestød og diskoskast
- J. Maarten Troost (1969), rejseforfatter
- A. W. L. Tjarda van Starkenborgh Stachouwer (1888), hollandsk adelig og den sidste Guvernør-general af Hollandsk Ostindien
- Jan C. Uiterwijk (1915), entreprenør og shipping-ejer
- Stephan Veen (1970), dobbelt guldvinder ved OL i hockey (ved Sommer-OL 1996 og Sommer-OL 2000)
- Ida Vos (1931), forfatter og digter
- Corrie Winkel (1944), rygcrawlsvømmer og sølvvinder i 4 × 100 m medley ved Sommer-OL 1964
- Vicetone, (består af Ruben Den Boer og Victor Pool), en elektronisk dance-duo. Begge er fra Groningen.
- Noisia, (består af Nik Roos, Thijs de Vlieger og Martijn van Sonderen), en elektronisk musiktrio, der alle er fra Groningen.
- Arjen Robben (1984), fodboldspiller
- Lois Abbingh (1992), håndboldspiller